# 戸塚洋二
戸塚 洋二（とつか ようじ、1942年（昭和17年）3月6日 - 2008年（平成20年）7月10日）は、日本の物理学者。学位は、理学博士。東京大学特別栄誉教授。
静岡県富士郡吉永村（後の吉原市、現在の富士市）富士岡出身。富士市名誉市民（第1号）。2002年文化功労者、2004年文化勲章、2008年従三位。

## 経歴

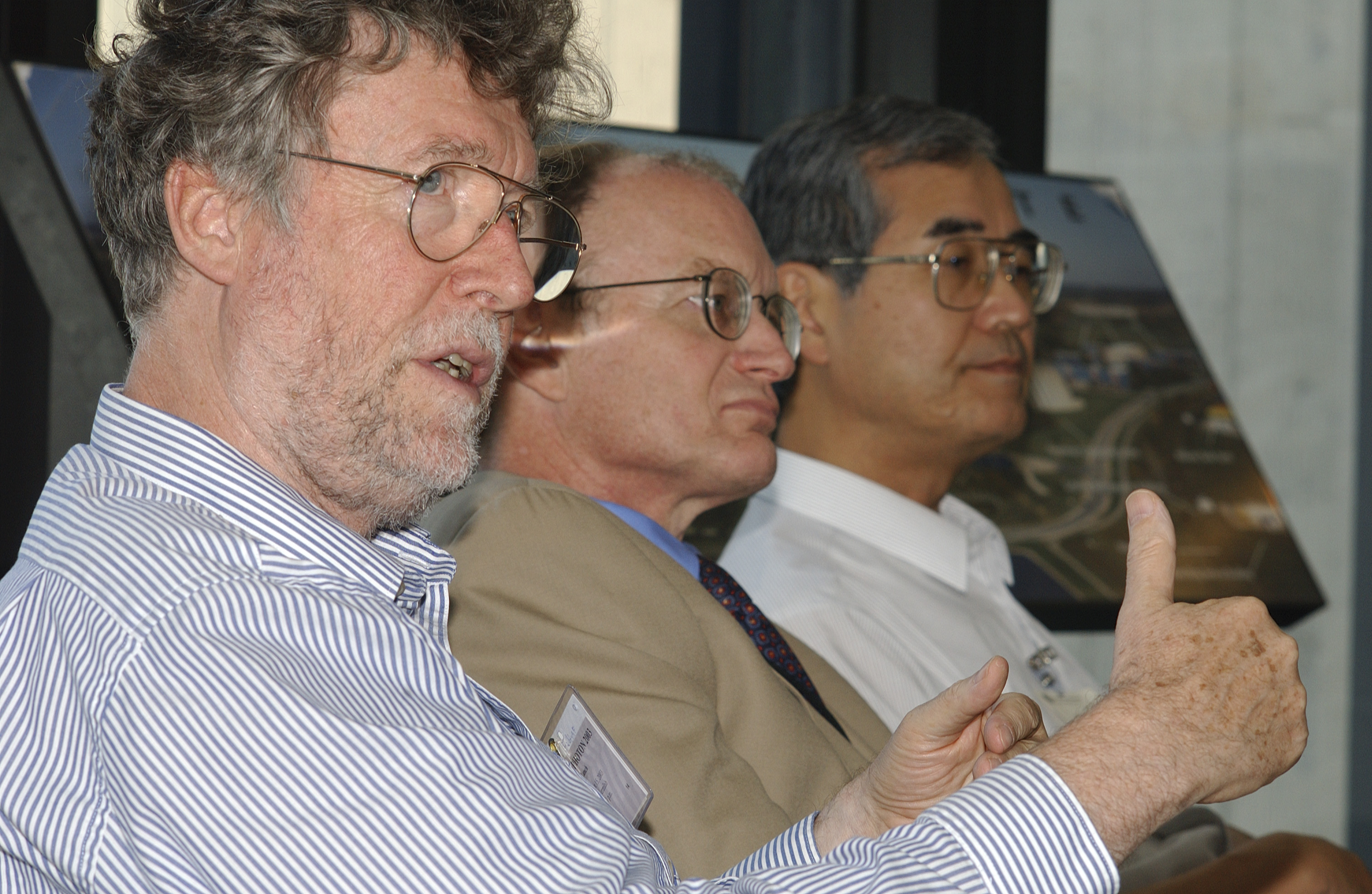
2003年8月15日、ドイツ電子シンクロトロン所長アルブレヒト・ワーグナー（左）、フェルミ国立加速器研究所所長マイケル・ウィズレル（中央）と

1960年、静岡県立富士高等学校卒業、1965年、東京大学理学部物理学科卒業。1972年、東京大学大学院理学系研究科博士課程修了。理学博士。その後、東京大学理学部教授を経て1988年に東京大学宇宙線研究所教授。
1995年には神岡宇宙素粒子研究施設長に就任、1997年からは東京大学宇宙線研究所長。翌1998年、スーパーカミオカンデでニュートリノ振動を確認しニュートリノの質量がゼロでないことを世界で初めて示した。2001年に起きたスーパーカミオカンデの光電子増倍管の70%を損失する大規模破損事故の責任をとり、東京大学を辞職した。翌2002年には高エネルギー加速器研究機構素粒子原子核研究所教授となった。2003年より2006年まで同機構長。
2008年7月10日、直腸ガンのため死去 (66歳没) 。2002年のノーベル物理学賞受賞者・小柴昌俊の愛弟子の一人だった。小柴は文藝春秋2008年9月号に寄稿した追悼文集「弟子の弔辞を読む痛恨」において、戸塚の告別式での弔辞で「あと十八ヶ月、君が長生きしていれば、国民みんなが喜んだでしょう」と、ノーベル賞受賞を期待されながらの死去を惜しんだことを明かしている。没後の2009年に平成基礎科学財団が戸塚の功績を記念して「戸塚洋二賞」を創設した。なお、同じく小柴門下の一人にして戸塚から指導を受けた人物であり、第1回の「戸塚洋二賞」受賞者でもある梶田隆章が2015年にノーベル物理学賞を受賞し、戸塚が果たせなかった悲願を実現させる形となった。
通常、高レベルな自然科学の研究には多数の学者がメンバーとして参加している場合がほとんどであり、ノーベル賞の自然科学部門では1つのテーマにつき代表者3人までの受賞が認められているが、2015年度のノーベル物理学賞受賞者に選ばれたのは上記の梶田隆章とアーサー・B・マクドナルドの2人だけであった。これは、本来であれば受賞者の一人に選ばれるはずだった戸塚のためにノーベル賞選考委員会が3人目の受賞者の枠をあえて空席としたのではないかとも言われており、梶田もそのように考えているとNHKの特別番組で語ったことがある。

## 仲間
- 佐藤勝彦 - 小柴のノーベル賞受賞時に電話を受けていた人物でもあり、東京大学時代の同僚でもある。

## 受賞歴
- 1987年 - 仁科記念賞
- 1988年 - 朝日賞（朝日新聞）[注 1]
- 1989年 - ブルーノ・ロッシ賞（アメリカ天文学会）[9][注 2]
- 1990年 - 井上学術賞
- 1995年 - ヨーロッパ物理学会特別賞
- 2002年 - パノフスキー賞（アメリカ物理学会）、藤原賞（藤原科学財団）
- 2003年 - ブルーノ・ポンテコルボ賞（ドゥブナ合同原子核研究所）
- 2007年 - トムソン・ロイター引用栄誉賞、ベンジャミン・フランクリン・メダル（フランクリン研究所）

## 栄誉
- 2002年 - 文化功労者[10]、富士市名誉市民
- 2004年 - 文化勲章
- 2008年 - 従三位

## 著書

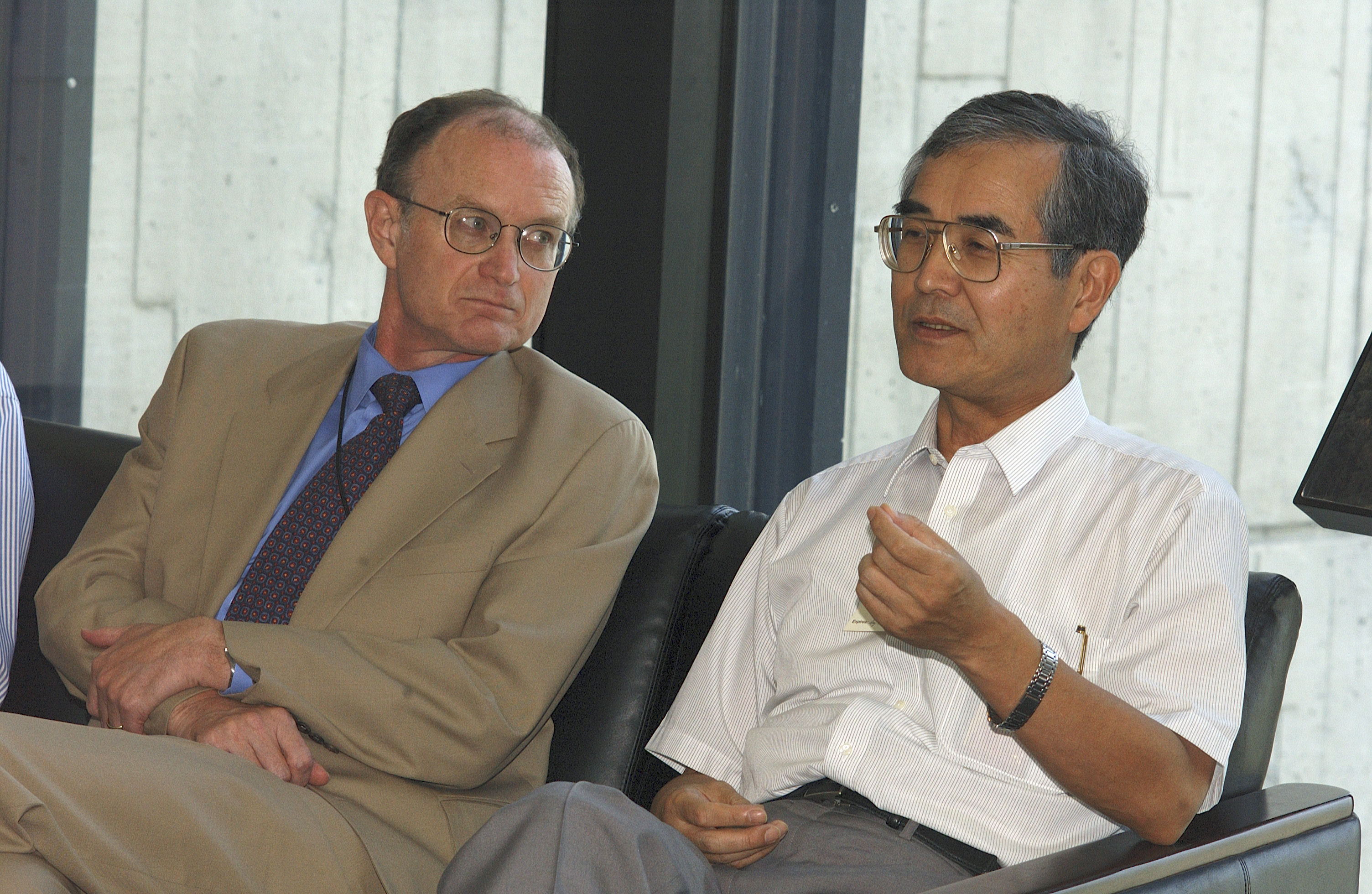
2003年8月15日、フェルミ国立加速器研究所所長マイケル・ウィズレル (左) と

### 単著
- 『陽子はこわれるか』（丸善　1986年）
- 『現代の宇宙像・我が太陽と太陽からのニュートリノ』（培風館 1991年）
- 『岩波講座 現代の物理学1 素粒子物理』（岩波書店 1992年)
- 『地底から宇宙をさぐる』（岩波書店 岩波科学ライブラリー）
- 『がんと闘った科学者の記録』（文藝春秋　2009年・戸塚 洋二 (著), 立花 隆 (編集))

### 共著
- 『新しい宇宙の探求』 (岩波書店 1990年)